# Copa soviètica de futbol
La Copa Soviètica de futbol o Copa de l'URSS de futbol (en rus Кубок СССР по футболу) fou una competició esportiva de clubs soviètics de futbol, creada l'any 1936. De caràcter anual, estava organitzada per la Federació de Futbol de l'URSS. Hi participaven clubs de futbol de les diferents lligues professionals soviètiques, tot i que, les primeres edicions hi participaren bastants clubs amateurs. El torneig es va disputar cinquanta-una vegades entre 1936 i 1992, només interrompuda entre 1940 i 1943 per l'esclat de la Segona Guerra Mundial, i de forma puntual el 1956 i 1959. A partir de l'any 1964, el campió de la competició tenia dret a participar en la Recopa d'Europa de la temporada següent. La dissolució de la Unió Soviètica i la independència dels nous estats soviètics, comportà que es deixés de celebrar el 1992.
Els dominadors històrics de la competició foren els equips de Moscou, destacant l'Spartak de Moscou amb deu títols. El Dynamo Kyiv, de la federació ucraïnesa, aconseguí el títol en nou ocasions. En total, només quatre de les repúbliques de la Unió Soviètica aconseguiren guanyar el trofeu: la República Socialista Federativa Soviètica de Rússia (31), la República Socialista Soviètica d'Ucraïna (16), la República Socialista Soviètica de Geòrgia (2) i la República Socialista Soviètica d'Armènia (2).

## Historial
Font:

Anunci de la final de la copa soviètica de 1936.

| En negreta = Equip guanyador (1) = Nombre de campionats (prò.) = Pròrroga (p.) = Penals Nota. Noms dels equips segons l'època |

| Edició                                                                   | Temp.   | Data       | Campió                    | Resultat           | Finalista                    | Seu                          | refs.  |
| ------------------------------------------------------------------------ | ------- | ---------- | ------------------------- | ------------------ | ---------------------------- | ---------------------------- | ------ |
| I                                                                        | 1936    | 28-08-1936 | Lokomotiv Moscou (1)      | 2-0                | Dynamo Tbilisi               | Estadi Dynamo, Moscou        | [ 2 ]  |
| II                                                                       | 1937    | 16-07-1937 | Dynamo Moscou (1)         | 5-2                | Dynamo Tbilisi               | Estadi Dynamo, Moscou        | [ 3 ]  |
| III                                                                      | 1938    | 14-09-1938 | Spartak Moscou (1)        | 3-2                | Elektrik Leningrad           | Estadi Dynamo, Moscou        | [ 4 ]  |
| IV                                                                       | 1939    | 12-09-1939 | Spartak Moscou (2)        | 3-1                | Stalinets Leningrad          | Estadi Dynamo, Moscou        | [ 5 ]  |
| No es disputà entre 1940 i 1943 per l'esclat de la Segona Guerra Mundial |         |            |                           |                    |                              |                              |        |
| V                                                                        | 1944    | 27-08-1944 | Zenit Leningrad (1)       | 2-1                | CDKA Moscou                  | Estadi Dynamo, Moscou        | [ 6 ]  |
| VI                                                                       | 1945    | 14-10-1945 | CDKA Moscou (1)           | 2-1                | Dynamo Moscou                | Estadi Dynamo, Moscou        | [ 7 ]  |
| VII                                                                      | 1946    | 20-10-1946 | Spartak Moscou (3)        | 3-2 (prò.)         | Dynamo Tbilisi               | Estadi Dynamo, Moscou        | [ 8 ]  |
| VIII                                                                     | 1947    | 21-07-1947 | Spartak Moscou (4)        | 2-0                | Torpedo Moscou               | Estadi Dynamo, Moscou        | [ 9 ]  |
| IX                                                                       | 1948    | 24-10-1948 | CDKA Moscou (2)           | 3-0                | Spartak Moscou               | Estadi Dynamo, Moscou        | [ 10 ] |
| X                                                                        | 1949    | 04-11-1949 | Torpedo Moscou (1)        | 2-1                | Dynamo Moscou                | Estadi Dynamo, Moscou        | [ 11 ] |
| XI                                                                       | 1950    | 06-11-1950 | Spartak Moscou (5)        | 3-0                | Dynamo Moscou                | Estadi Dynamo, Moscou        | [ 12 ] |
| XII                                                                      | 1951    | 14-10-1951 | CDSA Moscou (3)           | 2-1                | SK Kalinin                   | Estadi Dynamo, Moscou        | [ 13 ] |
| XII                                                                      | 1951    | 17-10-1951 | CDSA Moscou (3)           | 2-1 (rep.) (prò.)  | SK Kalinin                   | Estadi Dynamo, Moscou        | [ 13 ] |
| XIII                                                                     | 1952    | 02-11-1952 | Torpedo Moscou (2)        | 1-0                | Spartak Moscou               | Estadi Dynamo, Moscou        | [ 14 ] |
| XIV                                                                      | 1953    | 10-10-1953 | Dynamo Moscou (2)         | 1-0                | Zénith Kouïbychev            | Estadi Dynamo, Moscou        | [ 15 ] |
| XV                                                                       | 1954    | 20-10-1954 | Dynamo Kyiv (1)           | 2-1                | Spartak Yerevan              | Estadi Dynamo, Moscou        | [ 16 ] |
| XVI                                                                      | 1955    | 16-10-1955 | CDSA Moscou (4)           | 2-1                | Dynamo Moscou                | Estadi Dynamo, Moscou        | [ 17 ] |
| No es disputà la temporada 1956                                          |         |            |                           |                    |                              |                              |        |
| XVII                                                                     | 1957    | 26-10-1957 | Lokomotiv Moscou (2)      | 1-0                | Spartak Moscou               | Estadi Central Lenin, Moscou | [ 18 ] |
| XVIII                                                                    | 1958    | 02-11-1958 | Spartak Moscou (6)        | 1-0 (prò.)         | Torpedo Moscou               | Estadi Central Lenin, Moscou | [ 19 ] |
| XIX                                                                      | 1959-60 | 31-10-1960 | Torpedo Moscou (3)        | 4-3 (prò.)         | Dynamo Tbilisi               | Estadi Central Lenin, Moscou | [ 20 ] |
| XX                                                                       | 1961    | 29-10-1961 | Shakhtyor Stalino (1)     | 3-1                | Torpedo Moscou               | Estadi Central Lenin, Moscou | [ 21 ] |
| XXI                                                                      | 1962    | 11-08-1962 | Shakhtyor Stalino (2)     | 2-0                | Znamia Truda Orekhovo-Zuyevo | Estadi Central Lenin, Moscou | [ 22 ] |
| XXII                                                                     | 1963    | 10-08-1963 | Spartak Moscou (7)        | 2-0                | Xakhtar Donetsk              | Estadi Central Lenin, Moscou | [ 23 ] |
| XXIII                                                                    | 1964    | 27-09-1964 | Dynamo Kyiv (2)           | 1-0                | Krylya Sovetov Kuybyshev     | Estadi Central Lenin, Moscou | [ 24 ] |
| XXIV                                                                     | 1965    | 14-08-1965 | Spartak Moscou (8)        | 0-0                | Dynamo Minsk                 | Estadi Central Lenin, Moscou | [ 25 ] |
| XXIV                                                                     | 1965    | 15-08-1965 | Spartak Moscou (8)        | 2-1 (rep.)         | Dynamo Minsk                 | Estadi Central Lenin, Moscou | [ 25 ] |
| XXV                                                                      | 1965-66 | 08-11-1966 | Dynamo Kyiv (3)           | 2-0                | Torpedo Moscou               | Estadi Central Lenin, Moscou | [ 26 ] |
| XXVI                                                                     | 1966-67 | 08-11-1967 | Dynamo Moscou (3)         | 3-0                | CSKA Moscou                  | Estadi Central Lenin, Moscou | [ 27 ] |
| XXVII                                                                    | 1967-68 | 08-11-1968 | Torpedo Moscou (4)        | 1-0                | Pakhtakor Tashkent           | Estadi Central Lenin, Moscou | [ 28 ] |
| XXVIII                                                                   | 1969    | 17-08-1969 | Karpaty Lviv (1)          | 2-1                | SKA Rostov del Don           | Estadi Central Lenin, Moscou | [ 29 ] |
| XXIX                                                                     | 1970    | 08-08-1970 | Dynamo Moscou (4)         | 2-1                | Dynamo Tbilisi               | Estadi Central Lenin, Moscou | [ 30 ] |
| XXX                                                                      | 1971    | 07-08-1971 | Spartak Moscou (9)        | 2-2                | SKA Rostov del Don           | Estadi Central Lenin, Moscou | [ 31 ] |
| XXX                                                                      | 1971    | 08-08-1971 | Spartak Moscou (9)        | 1-0 (rep.)         | SKA Rostov del Don           | Estadi Central Lenin, Moscou | [ 31 ] |
| XXXI                                                                     | 1972    | 12-08-1972 | Torpedo Moscou (5)        | 0-0                | Spartak Moscou               | Estadi Central Lenin, Moscou | [ 32 ] |
| XXXI                                                                     | 1972    | 13-08-1972 | Torpedo Moscou (5)        | 1-1 (rep.) (5-1 p) | Spartak Moscou               | Estadi Central Lenin, Moscou | [ 32 ] |
| XXXII                                                                    | 1973    | 10-10-1973 | Ararat Yerevan (1)        | 2-1                | Dynamo Kyiv                  | Estadi Central Lenin, Moscou | [ 33 ] |
| XXXIII                                                                   | 1974    | 10-08-1974 | Dynamo Kyiv (4)           | 3-0                | Zorya Voroshilovgrad         | Estadi Central Lenin, Moscou | [ 34 ] |
| XXXIV                                                                    | 1975    | 09-08-1975 | Ararat Yerevan (2)        | 2-1                | Zorya Voroshilovgrad         | Estadi Central Lenin, Moscou | [ 35 ] |
| XXXV                                                                     | 1976    | 03-09-1976 | Dynamo Tbilisi (1)        | 3-0                | Ararat Yerevan               | Estadi Central Lenin, Moscou | [ 36 ] |
| XXXVI                                                                    | 1977    | 13-08-1977 | Dynamo Moscou (5)         | 1-0                | Torpedo Moscou               | Estadi Dynamo, Moscou        | [ 37 ] |
| XXXVII                                                                   | 1978    | 12-08-1978 | Dynamo Kyiv (5)           | 2-1                | Xakhtar Donetsk              | Estadi Torpedo, Moscou       | [ 38 ] |
| XXXVIII                                                                  | 1979    | 11-08-1979 | Dynamo Tbilisi (2)        | 0-0 (prò.) (5-4 p) | Dynamo Moscou                | Estadi Central Lenin, Moscou | [ 39 ] |
| XXXIX                                                                    | 1980    | 09-08-1980 | Xakhtar Donetsk (3)       | 2-1                | Dynamo Tbilisi               | Estadi Central Lenin, Moscou | [ 40 ] |
| XL                                                                       | 1981    | 09-05-1981 | SKA Rostov del Don (1)    | 1-0                | Spartak Moscou               | Estadi Central Lenin, Moscou | [ 41 ] |
| XLI                                                                      | 1982    | 09-05-1982 | Dynamo Kyiv (6)           | 1-0                | Torpedo Moscou               | Estadi Central Lenin, Moscou | [ 42 ] |
| XLII                                                                     | 1983    | 08-05-1983 | Xakhtar Donetsk (4)       | 1-0                | Metalist Kharkiv             | Estadi Central Lenin, Moscou | [ 43 ] |
| XLIII                                                                    | 1984    | 24-06-1984 | Dynamo Moscou (6)         | 2-0                | Zenit Leningrad              | Estadi Central Lenin, Moscou | [ 44 ] |
| XLIV                                                                     | 1984-85 | 23-06-1985 | Dynamo Kyiv (7)           | 2-1                | Xakhtar Donetsk              | Estadi Central Lenin, Moscou | [ 45 ] |
| XLV                                                                      | 1985-86 | 02-05-1986 | Torpedo Moscou (6)        | 1-0                | Xakhtar Donetsk              | Estadi Central Lenin, Moscou | [ 46 ] |
| XLVI                                                                     | 1986-87 | 14-06-1987 | Dynamo Kyiv (8)           | 3-3 (prò.) (4-2 p) | Dynamo Minsk                 | Estadi Central Lenin, Moscou | [ 47 ] |
| XLVII                                                                    | 1987-88 | 28-05-1988 | Metalist Kharkiv (1)      | 2-0                | Torpedo Moscou               | Estadi Dynamo, Moscou        | [ 48 ] |
| XLVIII                                                                   | 1988-89 | 25-06-1989 | Dniprò Dnipropetrovsk (1) | 1-0                | Torpedo Moscou               | Estadi Central Lenin, Moscou | [ 49 ] |
| XLIX                                                                     | 1989-90 | 02-05-1990 | Dynamo Kyiv (9)           | 6-1                | Lokomotiv Moscou             | Estadi Central Lenin, Moscou | [ 50 ] |
| L                                                                        | 1990-91 | 23-06-1991 | CSKA Moscou (5)           | 3-2                | Torpedo Moscou               | Estadi Central Lenin, Moscou | [ 51 ] |
| LI                                                                       | 1991-92 | 10-05-1992 | Spartak Moscou (10)       | 2-0                | CSKA Moscou                  | Estadi Central Lenin, Moscou | [ 52 ] |

## Palmarès

### Per club
| Club                           | República | Vencedor | Finalista | Semifinalista | Anys campió                                                |
| ------------------------------ | --------- | -------- | --------- | ------------- | ---------------------------------------------------------- |
| Spartak Moscou                 | RUS       | 10       | 5         | 7             | 1938, 1939, 1946, 1947, 1950, 1958, 1963, 1965, 1971, 1992 |
| Dynamo Kyiv                    | UKR       | 9        | 1         | 4             | 1954, 1964, 1966, 1974, 1978, 1982, 1985, 1987, 1990       |
| Torpedo Moscou                 | RUS       | 6        | 9         | 5             | 1949, 1952, 1960, 1968, 1972, 1986                         |
| Dynamo Moscou                  | RUS       | 6        | 5         | 10            | 1937, 1953, 1967, 1970, 1977, 1984                         |
| CSKA Moscou                    | RUS       | 5        | 3         | 11            | 1945, 1948, 1951, 1955, 1991                               |
| Xakhtar Donetsk                | UKR       | 4        | 4         | 6             | 1961, 1962, 1980, 1983                                     |
| Dynamo Tbilisi                 | GEO       | 2        | 6         | 7             | 1976, 1979                                                 |
| Ararat Yerevan                 | ARM       | 2        | 2         | 2             | 1973, 1975                                                 |
| Lokomotiv Moscou               | RUS       | 2        | 1         | 7             | 1936, 1957                                                 |
| Zenit Leningrad                | RUS       | 1        | 2         | 7             | 1944                                                       |
| SKA Rostov del Don             | RUS       | 1        | 2         | 0             | 1981                                                       |
| Metalist Kharkiv               | UKR       | 1        | 1         | 1             | 1988                                                       |
| Dniprò Dnipropetrovsk          | UKR       | 1        | 0         | 5             | 1989                                                       |
| Karpaty Lviv                   | UKR       | 1        | 0         | 2             | 1969                                                       |
| Krylya Sovetov Kuybushev       | RUS       | 0        | 2         | 2             |                                                            |
| Dinamo Minsk                   | BLR       | 0        | 2         | 2             |                                                            |
| Zorya Voroshilovgrad           | UKR       | 0        | 2         | 1             |                                                            |
| Elektrik Leningrad             | RUS       | 0        | 1         | 1             |                                                            |
| Komanda Gorod Kalinin          | RUS       | 0        | 1         | 0             |                                                            |
| Znamya Truda Orekhovo-Zuyevo   | RUS       | 0        | 1         | 0             |                                                            |
| Pakhtakor Tashkent             | UZB       | 0        | 1         | 1             |                                                            |
| Neftchi Baku                   | AZB       | 0        | 0         | 4             |                                                            |
| Dinamo Sankt Petersburg        | RUS       | 0        | 0         | 3             |                                                            |
| Rotor Volgograd                | RUS       | 0        | 0         | 1             |                                                            |
| VSS Moscou                     | RUS       | 0        | 0         | 1             |                                                            |
| CSKA Kyiv                      | UKR       | 0        | 0         | 1             |                                                            |
| SK Odessa                      | UKR       | 0        | 0         | 1             |                                                            |
| Admiralteyets Sankt Petersburg | RUS       | 0        | 0         | 1             |                                                            |
| Qairat Almaty                  | KAZ       | 0        | 0         | 1             |                                                            |
| Chornomorets Odesa             | UKR       | 0        | 0         | 1             |                                                            |
| Sokol Saratov                  | RUS       | 0        | 0         | 1             |                                                            |
| MFK Mykolaiv                   | UKR       | 0        | 0         | 1             |                                                            |
| Kristall Smolensk              | RUS       | 0        | 0         | 1             |                                                            |
| Tavriya Simferopol             | UKR       | 0        | 0         | 1             |                                                            |
| Žalgiris Vilnius               | LIT       | 0        | 0         | 1             |                                                            |
| Pamir Dushanbe                 | TAJ       | 0        | 0         | 1             |                                                            |
| Fakel Voronezh                 | RUS       | 0        | 0         | 1             |                                                            |

### Per república
| República  | Vencedor | Finalista | Equips campions |
| ---------- | -------- | --------- | --- |
| Rússia     | 31       | 32        | Spartak Moscou (10), Dynamo Moscou (6), Torpedo Moscou (6), CSKA Moscou (5), Lokomotiv Moscou (2), Zenit Leningrad (1), SKA Rostov-on-Don (1) |
| Ucraïna    | 16       | 8         | Dynamo Kyiv (9), Xakhtar Donetsk (4), Metalist Kharkiv (1), Karpaty Lviv (1), Dniprò Dnipropetrovsk (1)                                       |
| Geòrgia    | 2        | 6         | Dynamo Tbilisi (2) |
| Armènia    | 2        | 2         | Ararat Yerevan (2) |
| Belarús    |          | 2         | |
| Uzbekistan |          | 1         | |